# Modellenbureau
Een modellenbureau is een bedrijf waar modellen, zoals fotomodellen, figuranten en modellen voor modeshows, zich kunnen inschrijven. Door het modellenbureau worden de audities en screentests voor de modellen geregeld. De modellen stellen daartoe een portfolio met een cv en representatieve foto's ter beschikking aan het bureau. Zo kunnen mogelijke opdrachtgevers kiezen uit vele verschillende gezichten. 
Sommige bureaus verzorgen korte opleidingen zoals looptrainingen. Voor hun bemiddeling vragen de bureaus vaak een inschrijfgeld en bij het tot stand komen van een opdracht een bepaald percentage van de waarde van de overeenkomst.